# Zehneria minutiflora
Zehneria minutiflora är en gurkväxtart som först beskrevs av Célestin Alfred Cogniaux, och fick sitt nu gällande namn av Charles Jeffrey. Zehneria minutiflora ingår i släktet Zehneria och familjen gurkväxter. Inga underarter finns listade i Catalogue of Life.